# Hirundapus
A Hirundapus a madarak (Aves) osztályának sarlósfecske-alakúak (Apodiformes) rendjébe, ezen belül a  sarlósfecskefélék (Apodidae) családjába tartozó nem.

## Rendszerezésük
A nemet Brian Houghton Hodgson angol természettudós írta le 1837-ben, az alábbi 4 faj tartozik ide:
- sertefarkú sarlósfecske (Hirundapus caudacutus)
- szürketorkú sarlósfecske (Hirundapus cochinchinensis)
- maláj sarlósfecske (Hirundapus giganteus)
- bíbor sarlósfecske (Hirundapus celebensis)

## Előfordulásuk
Ázsia középső és kelet részén honosak. Egy faj eljut Ausztráliába és Új-Zélandra is. Természetes élőhelyeik a szubtrópusi és trópusi esőerdők.

## Megjelenésük
Testhosszuk 19–26,5 centiméter közötti.